# التسلسل الزمني لتاريخ الصين

سنعرض فيما يلي التسلسل الزمني الخاص بـ تاريخ الصين. فيما بين تغيير السلالات الحاكمة، تتداخل معظم التواريخ حيث لا تحدث فترات انتقال الحكم على الفور. وحتى في أبسط الحالات فإن السنة الأخيرة في حكم إحدى السلالات الحاكمة هي السنة الأولى في حكم السلالة التالية حسب العملية الحسابية المستخدمة في التقويم الميلادي وهذا يفسر عد هذه السنة الواحدة مرتين. وقد يمتد هذا التداخل ليصل إلى سنوات عديدة في حالة السلالات الحاكمة التي يُعلن فيها عن الأب المؤسس الحقيقي بعد موته عن أنه المؤسس الرسمي لتلك السلالة وبهذا يتغير التاريخ الرسمي لتأسيس السلالة الحاكمة وفقًا لذلك، رغم مزامنة ذلك لوجود سلالة سابقة؛ فمثلا الملك وين من مملكة تشو وتساو تساو. كما أن التواريخ قبل عام 841 قبل الميلاد (بدء الوصاية على عرش جونشه) تواريخ مؤقة وعرضة للاختلاف.

## الصين ما قبل التاريخ
| العام            | التاريخ                              | الحدث                                                |
| ---------------- | ------------------------------------ | ---------------------------------------------------- |
| 780000 ق.م       |                                      | وفاة إنسان بكين في منطقة زوكوديان                    |
| 125000-80000 ق.م |                                      | ظهور الإنسان في مقاطعة داو الحديثة، هونان.           |
| 20000 ق.م        |                                      | تم استخدام الفخار في كهف كسيانرين في مقاطعة جيانغشي. |
| 7600 ق.م         |                                      | ظهور ثقافة زهينبيان.                                 |
| 7600 ق.م         | تم تدجين الخنازير لأول مرة في الصين. |                                                      |
| 7500 ق.م         |                                      | ظهور ثقافة بينغتوشان.                                |
| 7500 ق.م         | استئناس الأرز في الصين               |                                                      |
| 7000 ق.م         |                                      | ظهور ثقافة بيليغانغ.                                 |
| 6600 ق.م         |                                      | أول استخدام لرموز جياهو في بحيرة جيا.                |
| 6500 ق.م         |                                      | ظهور ثقافة سيشان.                                    |
| 6000 ق.م         |                                      | تم تدجين الكلاب لأول مرة في الصين.                   |
| 4000 ق.م         |                                      | تم حفر الرموز في الفخار في بانبو.                    |
| 3630 ق.م         |                                      | اخترع الحرير من قبل ثقافة يانغشاو.                   |

## القرن 26 قبل الميلاد
| العام    | التاريخ | الحدث                               |
| -------- | ------- | ----------------------------------- |
| 2570 ق.ل |         | إنتاج الحرير من قبل ثقافة ليانغتشو. |

## القرن 25 قبل الميلاد
| العام    | التاريخ | الحدث                                                                                                 |
| -------- | --- | --- |
| 2500 ق.م | | معركة بانكوان: معركة بانكوان: تم صد قوى شينونغ من قبل قوة من القبائل المتحالفة تحت الإمبراطور الأصفر. |
| 2500 ق.م | معركة تشوولو: معركة تشوولو: جيش مشترك من القبائل الصينية تحت الإمبراطور الأصفر هزم غزو من قبل الهمونغ في تشولو. | |

## القرن 24 قبل الميلاد
| العام    | التاريخ | الحدث                                 |
| -------- | ------- | ------------------------------------- |
| 2366 ق.م |         | الإمبراطور تشي يصبح حاكماً للصين.      |
| 2361 ق.م |         | الصين تجري أول اتصال لها مع فان لانغ. |

## القرن 22 قبل الميلاد
| العام    | التاريخ                                                                                         | الحدث |
| -------- | ----------------------------------------------------------------------------------------------- | --- |
| 2200 ق.م |                                                                                                 | الفيضان العظيم: يو العظيم يكمل نظام الصرف الذي أنهى الفيضانات الدورية والمدمرة للنهر الأصفر ونهر يانغتسي. (الاكتشافات الأثرية الموثوقة تصور أنه حدث في حوالي 1920 قبل الميلاد.) |
| 2200 ق.م | تصنيع المراجل التسعة ثُلاثية الأرجل وإهدائها للإمبراطور يو العظيم تكريماً من قبل المقاطعات التسع. | |
| 2117 ق.م |                                                                                                 | تاي كانغ يُصبح ملكاً لأسرة شيا. |

## القرن 21 قبل الميلاد
| العام    | التاريخ                         | الحدث |
| -------- | ------------------------------- | --- |
| 2075 ق.م |                                 | شيانغ شيا يُصبح ملكاً لأسرة شيا (لم يتم تأكيد وجود أسرة شيا رسمياً).                                          |
| 2047 ق.م |                                 | مَقتل شيانغ وتجريده من لقب ملك بناء على أوامر من زعيم الحرب هان تشو. وهروب زوجته الحامل من العاصمة شانغكيو. |
| 2047 ق.م | زوجة شيانغ تُنجب ابناً، شاو كانغ. | |
| 2007 ق.م |                                 | سكان مدينة شانغكيو يُرحب بالجيش الموالي لشاو في المدينة. هان ينتحر.                                         |

## القرن 20 قبل الميلاد
| العام    | التاريخ | الحدث                                   |
| -------- | ------- | --------------------------------------- |
| 1985 ق.م |         | تشو شيا يصبح ملكاً أسرة شيا.             |
| 1968 ق.م |         | موت تشو. ابنه هواي شيا يخلفه في الحكم.  |
| 1924 ق.م |         | موت هواي. ابنه مانغ شيا يخلفه في الحكم. |
| 1906 ق.م |         | شيا شيا يخلف والده مانغ في الحكم.       |

## القرن 19 قبل الميلاد
| العام    | التاريخ                               | الحدث                                         |
| -------- | ------------------------------------- | --------------------------------------------- |
| 1900 ق.م |                                       | ظهور ثقافة إرليتو.                            |
| 1890 ق.م |                                       | بو جيانغ يخلف والده شيا شيا في الحكم.         |
| 1831 ق.م |                                       | بو جيانغ يتنازل لصالح شقيقه الأصغر جيونغ شيا. |
| 1831 ق.م | زلزال جبل تاي: وقوع زلزال في جبل تاي. |                                               |
| 1810 ق.م |                                       | جين شيا يخلف والده جيونغ في الحكم.            |

## القرن 18 قبل الميلاد
| العام    | التتاريخ | الحدث                                    |
| -------- | -------- | ---------------------------------------- |
| 1789 ق.م |          | جين يُخلف من قِبل ابن عمه، بو بن كونغ جيا. |
| 1758 ق.م |          | كونغ يُخلف من قِبل ابنه قاو شيا.           |
| 1747 ق.م |          | قاو يُخلف من قِبل ابنه فا شيا.             |
| 1728 ق.م |          | فا يُخلف من قِبل ابنه جي شيا.              |

## القرن 17 قبل الميلاد
| العام    | التاريخ | الحدث                                                   |
| -------- | ------- | ------------------------------------------------------- |
| 1675 ق.م |         | جي يُخلف من قبل تانغ شانغ، وهو ما كان بداية لسلالة شانغ. |

## القرن 15 قبل الميلاد
| العام    | التاريخ | الحدث                |
| -------- | ------- | -------------------- |
| 1500 ق.م |         | ظهور ثقافة إرليغانغ. |

## القرن 13 قبل الميلاد
| العام    | التاريخ                                                                                | الحدث                         |
| -------- | -------------------------------------------------------------------------------------- | ----------------------------- |
| 1290 ق.م |                                                                                        | بان قنغ يُصبح ملكاً لأسرة شانغ. |
| 1290 ق.م | نقل عاصمة أسرة شانغ من يان إلى يِن.                                                     |                               |
| 1250 ق.م |                                                                                        | وو دينغ يصبح ملكاً لأسرة شانغ. |
| 1250 ق.م | استخدام عظام أوراكل لأول بغرض العِرافة. ظهور أول دليل لنص مكتوب على عظام أوراكل العظام. |                               |

## القرن 12 قبل الميلاد
| العام    | التاريخ | الحدث                                                                        |
| -------- | ------- | ---------------------------------------------------------------------------- |
| 1200 ق.م |         | وفاة زوجة وو، الكاهنة العامة والكبيرة فو هاو، ودُفنت في ضريح فو هاو في ينكسو. |
| 1192 ق.م |         | وفاة وو. خلفه ابنه زو قنغ شانغ.                                              |
| 1170 ق.م |         | غينغ دينغ يصبح ملكاً لأسرة شانغ.                                              |
| 1147 ق.م |         | غينغ يُخلف من قبل ابنه وو يي شانغ.                                            |
| 1112 ق.م |         | مقتل وو بسبب البرق بينما كان خارجاً للصيد. خلفه ابنه وين دينغ.                |
| 1101 ق.م |         | وين يُخلف من قبل ابنه دي يي.                                                  |

## القرن 11 قبل الميلاد
| العام    | التاريخ                                                     | الحدث |
| -------- | ----------------------------------------------------------- | --- |
| 1076 ق.م |                                                             | موت دي يي. |
| 1075 BC  |                                                             | دي يُخلف كملك لسلالة شانغ من قبل ابنه الملك تشو شانغ.                                                                                            |
| 1050 BC  |                                                             | وفاة الملك ون تشو. |
| 1047 BC  |                                                             | تشو يتخذ من داجي محظيتةً له. |
| 1046 ق.م |                                                             | معركة موي: معركة موي: قوات تشو، بقيادة الملك وو تشو وبمساعدة من المنشقين عن سلالة شانغ، تتسبب بهزيمة دموية لقوات شانغ في مويي، بالقرب من ينكسو. |
| 1046 ق.م | انتحار تشو عن طريق حرق نفسه مع جواهره في جناح معبد الغزلان. | |
| 1043 ق.م |                                                             | موت وو. |
| 1042 ق.م |                                                             | وو يُخلف من قبل ابنه الملك تشنغ تشو. |
| 1034 ق.م |                                                             | بدأ استخدام النقوش البرونزية الصينية. |
| 1021 ق.م |                                                             | موت تشنغ. |
| 1020 ق.م |                                                             | تشنغ يُخلف من قبل ابنه الملك كانغ تشو. |

## القرن 10 قبل الميلاد
| العام   | التاريخ | الحدث                                            |
| ------- | ------- | ------------------------------------------------ |
| 1000 BC |         | تجميع كلاسيكية الشعر كتاب الأغاني أو كتاب أوديس. |
| 996 BC  |         | موت كانغ.                                        |
| 976 BC  |         | الملك مو تشو يُصبح ملكاً لسلالة تشو.               |
| 964 BC  |         | مو يقود حملة ناجحة ضد كوانرونغ.                  |
| 922 BC  |         | موت مو. خلفه ابنه الملك قونغ تشو.                |

## القرن 9 قبل الميلاد
| العام   | التاريخ | الحدث                                                       |
| ------- | ------- | ----------------------------------------------------------- |
| 900 ق.م |         | موت قونغ تشو.                                               |
| 899 ق.م |         | يي تشو (جي جيان) ابن قونغ يصبح ملكاً لسلالة تشو.             |
| 892 ق.م |         | موت جي جيان.                                                |
| 891 ق.م |         | عم جي جيان، الملك شياو تشو ابن مو تشو يصبح ملكاً لسلالة تشو. |
| 886 ق.م |         | موت شياو تشو.                                               |
| 885 ق.م |         | جي شيه (يي تشو) ابن جي جيان، يصبح ملكاً لسلالة تشو.          |
| 878 ق.م |         | موت جي شيه.                                                 |
| 877 ق.م |         | الملك لي تشو بن جي شيه يصبح ملكاً لسلالة تشو.                |
| 842 ق.م |         | ثورة شعبية تُجبر لي تشو على الذهاب للمنفى بالقرب من لينفن.   |
| 841 ق.م |         | فترة فراغ في السلطة وكنت كالحكم الجمهوري                    |
| 828 ق.م |         | موت لي تشو.                                                 |
| 827 ق.م |         | شوان تشو ابن لي تشو يصبح ملكاً لسلالة تشو.                   |

## القرن 8 قبل الميلاد
| العام   | التاريخ                                    | الحدث |
| ------- | ------------------------------------------ | --- |
| 782 ق.م |                                            | موت شوان. |
| 781 ق.م |                                            | الملك يو تشو ابن شوان يصبح ملكاً لسلالة تشو. |
| 779 ق.م |                                            | يو تشو يتخذ من باو سي كما محظيتةً له. |
| 771 ق.م |                                            | ماركيز منطقة شين، الذي أُستبدلت ابنته كملكة لتحل باو سي محلها، يقود متحالفاً مع كوانرونغ هجوماً على منطقة هاوجينغ. مما أدى لمقتل يو تشي وبوفو بن باو سي. |
| 770 ق.م |                                            | الملك بينغ تشو بن يو تشو يصبح ملكاً لسلالة تشو. |
| 770 ق.م | بينغ ينقل عاصمة سلالة تشو شرقاً إلى لويانغ. | |
| 720 ق.م |                                            | موت بينغ. |
| 719 ق.م |                                            | حفيد الملك بينغ الملك هوان تشو يصبح ملكاً لسلالة تشو.                                                                                                  |
| 707 ق.م |                                            | معركة زوش: يقوم هوان تشو في تحالف مع ولايات تشو تشن وتساي ووَي بحملة عقابية ضد تشنغ. وقد هُزم الائتلاف وجُرح هوان.                                       |

## القرن 7 قبل الميلاد
| العام   | التاريخ | احدث                                                                        |
| ------- | ------- | --------------------------------------------------------------------------- |
| 697 ق.م |         | موت هوان.                                                                   |
| 696 ق.م |         | ابن هوان الملك تشوانغ تشو يصبح ملكاً لسلالة تشو.                             |
| 685 ق.م |         | زيو باي يصبح دوقاً دولة تشى.                                                 |
| 682 ق.م |         | موت تشوانغ.                                                                 |
| 681 ق.م |         | ابن تشوانغ الملك شي تشو يصبح ملكاً لسلالة تشو.                               |
| 677 ق.م |         | موت شي.                                                                     |
| 676 ق.م |         | ابن شي الملك هوى تشو يصبح ملكاً لسلالة تشو.                                  |
| 652 ق.م |         | موت هوى.                                                                    |
| 651 ق.م |         | ابن هوى الملك شيانغ تشو ملكاً لسلالة تشو.                                    |
| 645 ق.م |         | موت قوان تشونغ مستشار دولة تشي.                                             |
| 632 ق.م |         | معركة تشنغبو: مملكة جين وحلفاؤها يهزمون بشكل حاسم التحالف بقيادة ولاية تشو. |
| 630 ق.م |         | ولادة صن شو أو.                                                             |
| 619 ق.م |         | موت شيانغ تشو.                                                              |
| 618 ق.م |         | ابن شيانغ الملك تشينغ تشو يصبح ملكاً لسلالة تشو.                             |
| 613 ق.م |         | موت تشينغ.                                                                  |
| 612 ق.م |         | ابن تشينغ الملك كوانغ تشو يصبح ملكاً لسلالة تشو.                             |
| 607 ق.م |         | موت كوانغ.                                                                  |
| 606 ق.م |         | شقيق كوانغ الملك دينغ تشو يصبح ملكاً لسلالة تشو.                             |

## القرن 6 قبل الميلاد
| العام   | التاريخ                                             | الحدث |
| ------- | --------------------------------------------------- | --- |
| 600 ق.م |                                                     | بدأ استخدام مال السكاكين (قطع نقدية على شكل سكاكين).                                                                                       |
| 595 ق.م |                                                     | معركة بي: معركة بي: ولاية تشو تهزم بشكل حاسم جين في بي، بالقرب من شينغيانغ الحديثة.                                                        |
| 586 ق.م |                                                     | موت دينغ. |
| 585 ق.م |                                                     | ابن دينغ الملك جيان تشو يصبح ملكاً لسلالة تشو.                                                                                              |
| 575 ق.م |                                                     | معركة يانلينغ: معركة يانلينغ: هزيمة قوات ولاية تشو المتفوقة عددياً من قبل مملكة جين في مقاطعة يانلينغ الحديثة. وإصابة الملك جونج تشو بجراح. |
| 572 ق.م |                                                     | موت جيان |
| 571 ق.م |                                                     | ابن جيان الملك لينغ تشو يصبح ملكاً لسلالة تشو.                                                                                              |
| 551 ق.م |                                                     | ولادة كونفوشيوس. |
| 548 ق.م |                                                     | أول ظهور للعبة غو. |
| 545 ق.م |                                                     | موت لينغ. |
| 544 ق.م |                                                     | ابن لينغ الملك جينغ تشو (جي غي) يصبح ملكاً لسلالة تشو.                                                                                      |
| 544 ق.م | انقسام الشعب الصيني إلى نظام طبقي مكون من أربع مهن. | |
| 543 ق.م |                                                     | غونغسون تشياو رئيس وزراء دولة تشنغ يضع أول قانون مدني مكتوب للدولة.                                                                        |
| 520 ق.م |                                                     | موت جينغ تشو (جي غي). خلفه ابنه الملك داو تشو.                                                                                             |
| 520 ق.م | مقتل داو على يد شقيقه.                              | |
| 519 ق.م |                                                     | شقيق داوالملك جينغ تشو (جي جاي) يصبح ملكاً لسلالة تشو.                                                                                      |
| 515 ق.م |                                                     | مقتل ملك مملكة وو الملك لياو وو من قبل القاتل تشوان تشو.                                                                                   |
| 514 ق.م |                                                     | الملك هيلو يصتح ملكاً لممكلة وو. |
| 506 ق.م |                                                     | معركة بوجو: مملكة وو تهزم بشكل حاسم قوات ولاية تشو المتفوقة عددياً في مدينة بوجو.                                                           |

## القرن 5 قبل الميلاد
| العام   | التاريخ                                             | الحدث |
| ------- | --------------------------------------------------- | --- |
| 500 ق م |                                                     | اختراع الحديد الزهر لأول مرة في الصين. |
| 486 ق م |                                                     | ملك مملكة وو الملك فوشي وو يأمر ببناء قناة هان. |
| 484 ق م |                                                     | موت وو يون (وو زيكسو). |
| 482 ق م |                                                     | ملك مملكة يوى الملك جوجيان يوى يستولي على العاصمة وو في هجوم مفاجىء. |
| 477 ق م |                                                     | موت جي غاي. |
| 475 ق م |                                                     | ابن جي غاي الملك يوان تشو يصبح ملكاً لسلالة تشو. |
| 473 ق م |                                                     | ضم مملكة وو من قبل مملكة يوى. |
| 470 ق م |                                                     | ولادة موزي. |
| 469 ق م |                                                     | موت الملك يوان. |
| 468 ق م |                                                     | ابن يوان الملك زندينغ تشو يصبح ملكاً لسلالة تشو. |
| 465 ق م |                                                     | موت جوجيان يوى. |
| 441 ق م |                                                     | موت زندينغ. خلفه ابنه الملك آي تشو. |
| 441 ق م | مقتل آي وخُلِفَ كملك من قبل شقيقه الأصغر الملك سي تشو. | |
| 441 ق م | مقتل الملك سي على يد شقيقه الملك كاو تشو.           | |
| 440 ق م |                                                     | كاو يصبح ملكاً لسلالة تشو. |
| 432 ق م |                                                     | بناء ضريح الماركيز يي تسنغ. |
| 426 ق م |                                                     | موت الملك كاو. |
| 425 ق م |                                                     | ابن كاو الملك ويلي تشو يصبح ملكاً لسلالة تشو. |
| 403 ق م |                                                     | تقسيم جين: الملك ويلي تشو يعترف بنبلاء ملكة جين الماركيز وِن وَي والمركيز لي تشاو والماركيز جينغ هان كنبلاء برتبة ماركيز، مانحاً بذلك الاستقلال بحكم القانون من ملكة جين إلى ولايات وي وتشاو وهان. |
| 402 ق م |                                                     | موت الملك ويلي. |
| 401 ق م |                                                     | ابن الملك ويلي الملك آن تشو يصبح ملكاً لسلالة تشو. |

## القرن 4 قبل الميلاد
| العام   | التاريخ                                                   | الحدث |
| ------- | --------------------------------------------------------- | --- |
| 400 ق م |                                                           | ولادة غان دي. |
| 400 ق م | ولادة عالم الفلك شي شين.                                  | |
| 400 ق م | ظهورأقدم الخرائط الصينية.                                 | |
| 400 ق م | تجميع أول فهرس صيني للنجوم.                               | |
| 389 ق م |                                                           | نشر تسوه جوهان. |
| 386 ق م |                                                           | تأسيس مدينة هاندان لتكون عاصمةً لمملكة تشاو. |
| 381 ق م |                                                           | رئيس وزراء ولاية تشو القائد وو تشي يُقتل على يد نبلاء القصر أثناء تشييع مَلكه الملك داو تشو. |
| 376 ق م |                                                           | موت الملك آن تشو. |
| 375 ق م |                                                           | ابن الملك آن تشو الملك لي تشو يصبح ملكاً لسلالة تشو. |
| 375 ق م | ضم ولاية تشنغ لولاية هان.                                 | |
| 370 ق م |                                                           | ولادة جوانغ زي. |
| 369 ق م |                                                           | موت الملك لي تشو. |
| 368 ق م |                                                           | شقيق الملك لي الملك شيان تشو يصبح ملكاً لسلالة تشو. |
| 361 ق م |                                                           | شياو تشين يصبح دوقاً لولاية تشين. |
| 356 ق م |                                                           | مستشار شياو المستشار شانغ يانغ يضع نصاً قانونياً في ولاية تشين استناداً على قانون تشريعي والذي وَضع عقاباً للتواطؤ كجريمة وأقام نظاماً للرتب العسكرية ونفذ سياسات تشجع على زراعة الأراضي غير المُستَغلة. |
| 354 ق م |                                                           | معركة غويلينغ: دولة وَي تحاصر هاندان عاصمة تشاو. |
| 353 ق م |                                                           | معركة غويلينغ: هربت قوات جيش دولة وَي من هاندان استجابةً لتقارير تُفيد بهجوم تشي على عاصمتهم داليانغ وهُزموا على يد قوات تشي في غويلينغ في مقاطعة تشانغيوان الحديثة.                                 |
| 342 ق م |                                                           | معركة مالينغ (معركة السقوط): تشي تسحق دولة وَي بهزيمة دموية. |
| 342 ق م | استخدام القوس والنشاب لأول مرة في الصين.                  | |
| 338 ق م |                                                           | موت شياو وخلفه ابنه الملك هويوين تشين. |
| 338 ق م | إعدم شانغ وأسرته وقُطّعت أوصالهم ومُثّل بجثثهم بتهمة الخيانة. | |
| 321 ق م |                                                           | موت الملك شيان. |
| 320 ق م |                                                           | ابن شيان الملك شينجينغ تشو يصبح ملكاً لسلالة تشو. |
| 319 ق م |                                                           | منسيوس الكونفوشيوسي يصبح مسؤول تشي. |
| 316 ق م |                                                           | موت صن بِن. |
| 316 ق م | دولة تشين تغزو وتضم دولة شو.                              | |
| 316 ق م | دولة تشين تغزو وتضم دولة با.                              | |
| 315 ق م |                                                           | موت شينجينغ. |
| 314 ق م |                                                           | ابن شينجينغ الملك نان تشو يصبح ملكاً لسلالة تشو. |
| 311 ق م |                                                           | موت الملك هويوين. |
| 310 ق م |                                                           | ابن هيوين الملك وو تشين يصبح ملكاً لتشين. |
| 310 ق م | ولادة شون كوانغ.                                          | |
| 307 ق م |                                                           | ملك مملكة تشو الملك ولينغ تشاو يأمر سلاح الفرسان بالبدء بارتداء الملابس على غرار شعوب دولة دونغو ودولة شينا.                                                                                     |
| 307 ق م | موت الملك وو.                                             | |
| 306 ق م |                                                           | شقيق الملك وو الملك تشاو شيانغ يصبح ملكاً لتشين. |
| 305 ق م |                                                           | ولادة زو يان. كتابة نصوص تسينغهوا على صفائح الخيزران. |

## القرن 3 قبل الميلاد
| العام   | التاريخ | الحدث |
| ------- | --- | --- |
| 300 ق م | | نشر الموسوعة الصينية إريا. |
| 300 ق م | ظهور نصوص غوديان المكتوبة على الخيزران. | |
| 293 ق م | | معركة إي تشي: تشين تتسب بهزيمة دموية لتحالف دولتي وَي وهان. |
| 278 ق م | | دولة تشين تغزو مدينة تشو عاصمة دولة يينغ. |
| 278 ق م | الشاعر كيو يوان يكتب قصيدة رثاءً لمدينة يينغ ومن ثم قام بإغراق نفسه في نهر ميلو لأنه لا يستطع تحمل نفيه طويلاً أو بسبب اليأس لحال زملائه من أبناء بلاده. | |
| 262 ق م | نيسان | معركة تشانغبينغ: قوات مملكة تشاو تعترض غزو من مملكة تشين لقيادة شانغدانغ. |
| 260 ق م | تموز | معركة تشانغبينغ: قوات تشين تحاصر جيش تشاو وتجبرهم على الاستسلام. ويُقتل الجنرال تشاو كو في الأحداث.                                                                                            |
| 260 ق م | تموز | معركة تشانغبينغ: إعدام جنود تشاو الذين وقعوا في الأسر. |
| 259 ق م | 18 شباط | ولادة تشين شي هوانغ. |
| 256 ق م | | يقدم الملك نان الولاء للملك تشاو شيانغ وينال لقب دوق غرب تشو. |
| 256 ق م | موت الملك نان. وتُضم مقاطعته إلى مملكة تشين. | |
| 256 ق م | بناء نظام الري دوجيانغيان. | |
| 251 ق م | | موت الملك تشاو شيانغ. |
| 250 ق م | | ظهور الرسومات الأولى للنشاب المتكرر (الألي) في سجلات تشو. |
| 250 ق م | 13 أيلول | ابن الملك تشاو شيانغ الملك شياو ون يأصبح ملكاً لتشين. |
| 250 ق م | 15 أيلول | موت الملك شياو ون. وخلفه ابنه الملك تشوانغ شيانغ. |
| 247 ق م | 7 أيار | موت الملك تشوانغ شيانغ. وخلفه ابنه تشين شي هوانغ. |
| 246 ق م | | الانتهاء من حفر قناة زنغو تشنغ قو في تشين. |
| 230 ق م | | حروب تشين التوحيدية: تشين تغزو هان. |
| 227 ق م | | جينغ كه يفشل في محاولة اغتيال تشين شى هوانغ. |
| 225 ق م | | تشين تغزو وَي. |
| 223 ق م | | تشين تغزو تشو. |
| 222 ق م | | تشين تغزو يان. |
| 222 ق م | تشين تغزو تشاو. | |
| 221 ق م | | تشين تغزو تشي. |
| 221 ق م | نقش الختم الإمبراطوري الصيني. | |
| 220 ق م | | تشين شي هوانغ يأخذ لقب تشين شي هوانغ والذي يعني أول إمبراطور للصين. |
| 220 ق م | بدأ البناء في سور الصين العظيم. | |
| 220 ق م | المستشار لي سي يوحد نظام الكتابة الصيني مع إنشاء ختم الكتابة المُصغرة.                                                                                  | |
| 214 ق م | | بناء قناة لينغكو. |
| 213 ق م | | حرق الكتب ودفن العلماء: أمر بإحراق جميع نسخ الشعر الكلاسيكي وكتاب الوثائق وأعمال مدارس الفكر المئة.                                                                                           |
| 210 ق م | 10 أيلول | موت تشين شي هوانغ بسبب حبوب الزئبق التي صُنعت من قِبل الخيميائيين وأطباء المحاكم. من المفارقات أن هذه الحبوب كانت تهدف إلى جعل تشين شي هوانغ خالداً لا يموت.                                     |
| 210 ق م | دفن تشين شى هوانغ مع جيش الطين في ضريح الإمبراطور تشين.                                                                                                | |
| 210 ق م | تشرين الأول | ابن تشين شي هوانغ الإمبراطور شين اير شي يصبح إمبراطوراً للصين. |
| 209 ق م | | قام مودو تشانيو قائد شعوب الشيوننو بإنشاء إمبراطورية زيوننو (جييونيو) على السهوب الأوراسية.                                                                                                   |
| 209 ق م | تموز | إنتفاضة داز شيانغ: الضابطان العسكريان تشن شنغ ووو قوانغ يتمردان خوفاً من إعدامهما بعد فشلهما في الوصول إلى موقعهما الدفاعية عن البلاد (رغم أن التأخير كان بسبب فيضان النهر وليس بسبب التقصير). |
| 209 ق م | كانون الأول | إنتفاضة داز شيانغ: إغتيال تشن شنغ ووو قوانغ من قبل رجالهم. |
| 208 ق م | | إعدام لي سي بتهمة الخيانة. وقد عُيّنَ تشاو قاو، الذي خطط أيضاً للمؤامرة، مستشاراً بدلاً منه. |
| 207 ق م | | معركة جولو: قوات تشو بقيادة أمير الحرب شيانغ يو تهزم قوات تشين المتفوقة عددياً، مما أسفر عن مقتل جزء كبير من جيش تشين.                                                                         |
| 207 ق م | تشرين الأول | تشاو قاو يقتل تشين إير شي. ويخلفه ابن أخيه تشين زي يينغ في الحكم. |
| 207 ق م | جنرال ولاية تشو الإمبراطور غاوزو هان يدخل شيانيانغ عاصمة تشين.                                                                                         | |
| 207 ق م | كانون الأول | زيينغ يقتل تشاو. |
| 207 ق م | كانون الأول | زيينغ يستسلم لجاوزو. |
| 206 ق م | | مأدبة بوابة هونغ: قاو زو يهرب من مأدبة بعد أن اتضح بإن شيانغ دعاه إلى هناك ليقوم بقتله. |
| 206 ق م | شيانغ يقود جيشاً إلى منطقة شيانيانغ وأحرق قصر إيبانغ وقتل زيينغ والأسرة المالكة.                                                                        | |
| 205 ق م | | معركة جينغشينغ: قوات هان تسبب بهزيمة ساحقة لجيش تشاو المتفوقة عددياً في جينغشينغ باس. |
| 204 ق م | | جنرال مملكة تشين الجنرال تشاو تو يؤسس مقاطعة نانيو. |
| 202 ق م | | معركة غيكسيا: قوات هان غاوزو تدمر جيش تشو الغربية بقيادة شيانغ في سوتشو الحديثة. |
| 202 ق م | غاوزو لقب ينال لقب الإمبراطور ويُنشأ عاصمته في لويانغ.                                                                                                  | |

### حسب المصادر
- أربعة وعشرون تاريخًا
- مشروع تأريخ شيا شانغ تشو

### حسب العصر
- قائمة بمواقع العصر الحجري القديم في الصين
- قائمة بحضارات العصر الحجري الحديث للصين
- قائمة بحضارات العصر النحاسي للصين
- تاريخ الصين
  - تاريخ جمهورية الصين
    - تاريخ تايوان (جدول زمني)

  - تاريخ جمهورية الصين الشعبية
    - تاريخ هونغ كونغ (جدول زمني)
    - تاريخ ماكاو

### حسب الفئات الفردية
- الملوك الصينيون
- السلالات الحاكمة في التاريخ الصيني
- العلاقات الخارجية في إمبراطورية الصين
- العواصم التاريخية للصين
- تاريخ التقسيمات السياسية بجمهورية الصين
- قائمة ملوك الصين (طويلة جدًا)
- قائمة الحاصلين على الجزية من الصين
- قائمة الولايات التابعة لإمبراطورية الصين
- معاهدات غير متكافئة